# Акрокефалія
Акроцефалі́я, акрокефалія, акрокранія, оксіцефалія, піргоцефалія, баштовий череп (від грец. ἄϰρος — найвищий і ϰεφαλή — голова) — аномальна витягнута баштоподібна форма голови, що викликається передчасним заростанням черепних швів. Іноді акрокефалією називають переважання висоти черепа над шириною, не пов'язане з передчасним зростанням швів.
У деяких випадках в результаті збільшення внутрішньочерепного тиску у таких людей може бути легка або середній ступінь розумової відсталості.
Також може спостерігатися зміна форми носа (у вигляді дзьоба), утруднення носового дихання через скорочення розміру носоглотки і хоан, аномалії хрящів трахеї і ускладнення проходження повітря через трахею.
Передається по аутосомно-домінантному типу без прив'язки до статі.
Синоніми: краніоцефальний дизостоз, черепно-лицевої дизостоз, синдром Аперта (супроводжується синдактилією), краніоцефалія.